# 공포의 3일밤
《공포의 3일밤》(영어: Tales from the Darkside: The Movie)은 미국에서 제작된 존 해리슨 감독의 1990년 코미디 공포 앤솔러지 영화이다. 데비 해리 등이 출연하였고, 리처드 P. 루빈스틴 등이 제작에 참여하였다. 액자 구조이며, 액자 안에서 이야기 세 편이 이어진다.

## 구성
도입부
겉으론 평범한 교외 주부 생활을 영위하는 마녀 베티가 다른 마녀들과의 만찬을 준비한다. 주요리는 식료 저장실에 가둬 둔 티미의 속을 채워 굽는 것. 티미는 살아남기 위해 베티가 줬던 가상의 책인 〈Tales from the Darkside〉에서 읽은 이야기 세 편을 들려준다.
경매 249번 품목 (Lot 249)
마이클 맥다월이 아서 코넌 도일의 단편 소설 〈Lot No. 249〉(1892)을 바탕으로 각본을 썼다.
대학원생 에드워드는 함께 장학금 경쟁 중인 수전과 리에 의해 절도 누명을 쓴다. 에드워드는 미라를 되살려 둘을 죽인다. 수전의 남자 형제 앤디는 에드워드를 납치하고 미라를 소환하게 강제한 뒤 미라를 부수고 강령술 양피지와 함께 불태운다. 그러나 앤디가 태웠던 양피지는 에드워드가 미리 바꿔치기해 놓은 가짜로 드러나고, 에드워드는 수전과 리를 되살려 앤디의 기숙사 방에 보낸다.
지옥에서 온 고양이 (Cat from Hell)
조지 A. 로메로가 스티븐 킹의 단편 〈The Cat from Hell〉을 바탕으로 각본을 썼다.
휠체어 신세인 부유한 노인 드로건는 청부 살인 업자 홀스턴에게 사악한 고양이를 죽여 달라고 요청한다. 이 고양이는 그의 여형제 어맨다, 어맨다의 친구 캐럴린, 집사 리처드를 차례로 죽였으며 이제는 자신이 죽을 차례라는 것이다. 드로건은 이를 그의 제약 회사가 신약 실험을 하며 고양이 5,000 마리를 죽인 업으로 여기고 있다. 그러나 고양이는 홀스턴의 목구멍 속으로 뛰어들어 그를 죽이고, 시체 속에서 뛰쳐나와 드로건에게 덤벼든다. 드로건은 심근 경색으로 사망한다.
연인의 맹세 (Lover's Vow)
마이클 맥다월이 래프카디오 헌의 〈요괴 설녀 이야기〉를 바탕으로 각본을 썼다.
절망한 예술가 프레스턴은 이무깃돌을 닮은 괴물이 살해를 저지르는 현장을 목격한다. 괴물은 그 어떤 수단으로도 이를 발설, 표현하지 않는다는 조건 하에 프레스턴을 살려 준다. 프레스턴은 곧 미인 캐럴라를 만나 자녀를 갖고 일에서도 성공한다. 문제가 되는 건 자신을 짓누르는 과거의 기억뿐. 결국 프레스턴이 캐럴라에게 괴물 얘기를 털어놓고 직접 만든 상까지 보여 주자 캐럴라는 아무에게도 말하지 않기로 약속하지 않았냐며 아이들과 함께 괴물의 형상으로 돌아간다. 괴물은 프레스턴을 죽이고 애들을 데리고 날아가 건물 선반 위의 이무깃돌이 된다.
종결부
이야기 구연을 마친 티미는 본인의 행동을 말로 묘사하면서 바닥에 구슬을 던진다. 이를 밟은 베티는 발을 헛디뎌 도마 위로 쓰러지면서 조리 도구에 찔린다. 풀려난 티미는 베티를 그대로 오븐 속에 넣는다.

## 출연진
도입부·종결부 포함 액자 밖 이야기
- 데버라 해리 - 베티 역
- 매슈 로런스 - 티미 역

경매 249번 품목
- 스티브 부세미 - 에드워드 벨링햄 역
- 줄리앤 무어 - 수전 스미스 역
- 크리스천 슬레이터 - 앤디 스미스 역
- 로버트 세지윅 - 리 멍크턴 역
- 캐슬린 챌펀트 - 학과장 역

지옥에서 온 고양이
- 윌리엄 히키 - 드로건 역
- 데이비드 조핸슨 - 홀스턴 역
- 앨리스 드러먼드 - 캐럴린 역
- 덜로리스 서턴 - 어맨다 역
- 마크 마골리스 - 리처드 게이지 역

연인의 맹세
- 제임스 리마 - 프레스턴 역
- 레이 돈 총 - 캐럴라 역
- 니콜 리치- 마거릿 역

## 기타 제작진
- 공동 제작: 데이비드 R. 캐퍼스
- 배역: 줄리 모스버그, 브라이언 셔반
- 미술: 루스 아먼
- 특수 분장 자문: 딕 스미스